# ماريو هيبوليتو
ماريو هيبوليتو دامياو، من مواليد 1 يونيو 1985 في لواندا في أنغولا، لاعب كرة قدم أنغولي.
بدأ مسيرته الكروية مع نادي أنتركلوب في عام 2004، وهو يلعب معهم حتى الآن.
منذ عام 2006 وهو يلعب مع منتخب أنغولا لكرة القدم.

## وصلات خارجية
- ماريو هيبوليتو على موقع الاتحاد الدولي (مؤرشف)  (الإنجليزية)
- ماريو هيبوليتو على موقع قاعدة بيانات كرة القدم.إي يو (الإنجليزية)
- ماريو هيبوليتو على موقع ناشيونال فوتبول تيمز (الإنجليزية)
- ماريو هيبوليتو على موقع Soccerway.com (الإنجليزية)